# Winnie Hsin
Winnie Hsin Xiao Qi (cinese tradizionale: 辛曉琪; cinese semplificato: 辛晓琪; pinyin: Xīn Xiǎoqí; Taichung, 8 febbraio 1962) è una cantante, doppiatrice e attrice teatrale taiwanese, conosciuta soprattutto per la sua cristallina voce da soprano.

## Carriera
Nel 1976, Winnie è stata ammessa alla Taipei Hwa Kang Arts School (華岡藝術學校), e nel 1979 ha iniziato a studiare musica alla Chinese Culture University (中國文化大學) di Taipei. Dopo la laurea, è divenuta insegnante di musica alla Yamaha Music School, sempre nella città di Taipei.
Il suo primo album, Lonely Winter (寂寞的冬), è stato pubblicato nel 1986. Finora la cantante ha pubblicato 17 album studio sotto le etichette discografiche Decca Records, Rock Records e Warner Music.
Oltre agli album citati, Winnie ha partecipato a diversi progetti:

Nel 1995 ha prestato la sua voce al personaggio di Pocahontas nella versione cinese del classico Disney Pocahontas, insieme ad Andy Lau che ha doppiato il capitano John Smith. Winnie ha anche cantato la versione cinese della canzone I colori del vento, contenuta nella colonna sonora del film d'animazione.

Nel 2003, ha recitato a teatro nel musical Butterfly Lovers (梁祝), nel quale ha interpretato la protagonista femminile 祝英台.

Nel 2006 ha tenuto due concerti a pagamento intitolati Winnie Hsin "The Promise" Concert, che hanno avuto luogo a Taiwan il 30 giugno ed il 1º luglio. Il 26 luglio 2008 ha portato il concerto The Promise anche in Malaysia, nelle Genting Highlands.

Il 7 luglio 2007 ha partecipato al concerto Live Earth tenutosi a Shanghai, in Cina.

Nel 2007, Winnie è stata scelta come portavoce della Avon per lo spot pubblicitario di una serie di prodotti di bellezza alternativi chiamati ANEW.

Il 30 maggio 2009 si è esibita in un concerto chiamato Join, Love Club, tenutosi all'Hong Kong Coliseum.

## Discografia
- 1986 - 寂寞的冬 (Inverno solo)
- 1990 - 在你背影守候 (Aspettando dietro la tua ombra)
- 1991 - 一夜之間 (In una notte)
- 1992 - 花時間 (Tempo dei fiori)
- 1994 - 領悟 (Comprensione), 味道 (Profumo), 辛曉琪歷年精選 (Le hit di Winnie Hsin in vari anni)
- 1995 - 遺忘 (Dimentica), Winter Light (canzoni inglesi), Love Runs Deep (canzoni inglesi)
- 1996 - 愛上他不只是我的錯 (Non è colpa mia se lo amo)
- 1997 - 女人何苦為難女人 (Le donne non dovrebbero essere dure con le donne), 滾石珍藏版金碟系列 (24K Golden Selection)
- 1998 - 每個女人 (Ogni donna), 守候辛曉琪（精選） (Aspettando Winnie Hsin)
- 1999 - 怎麼 (Perché)
- 2000 - 談情看愛 (Parlando d'amore)
- 2001 - 永遠 (Per sempre)
- 2002 - 戀人啊 (Amanti), 失物招領 (Perduto e ritrovato), Your Scent (versione giapponese), Lovers (versione giapponese)
- 2003 - 滾石香港十周年：辛曉琪 (Winnie's Best: Decimo anniversario della Rock Records di Hong Kong), 梁祝音樂劇 (Butterfly Lovers Musical)
- 2004 - 我也會愛上別人的(新歌＋精選) (Anch'io mi innamorerò di qualcuno - Versione taiwanese e giapponese)
- 2007 - 愛的回答 (Risposte d'amore)
- 2012 - 遇見快樂 (Incontra la felicità)
- 2016 - 明白 (Flow)